# Castions di Strada
Castions di Strada é uma comuna italiana da região do Friuli-Venezia Giulia, província de Udine, com cerca de 3.725 habitantes. Estende-se por uma área de 32 km², tendo uma densidade populacional de 116 hab/km². Faz fronteira com Bicinicco, Carlino, Gonars, Mortegliano, Muzzana del Turgnano, Pocenia, Porpetto, San Giorgio di Nogaro, Talmassons.

## Demografia
| Variação demográfica do município entre 1861 e 2011                               |
|                                                                                   |
| Fonte: Istituto Nazionale di Statistica (ISTAT) - Elaboração gráfica da Wikipedia |